# Copris iris

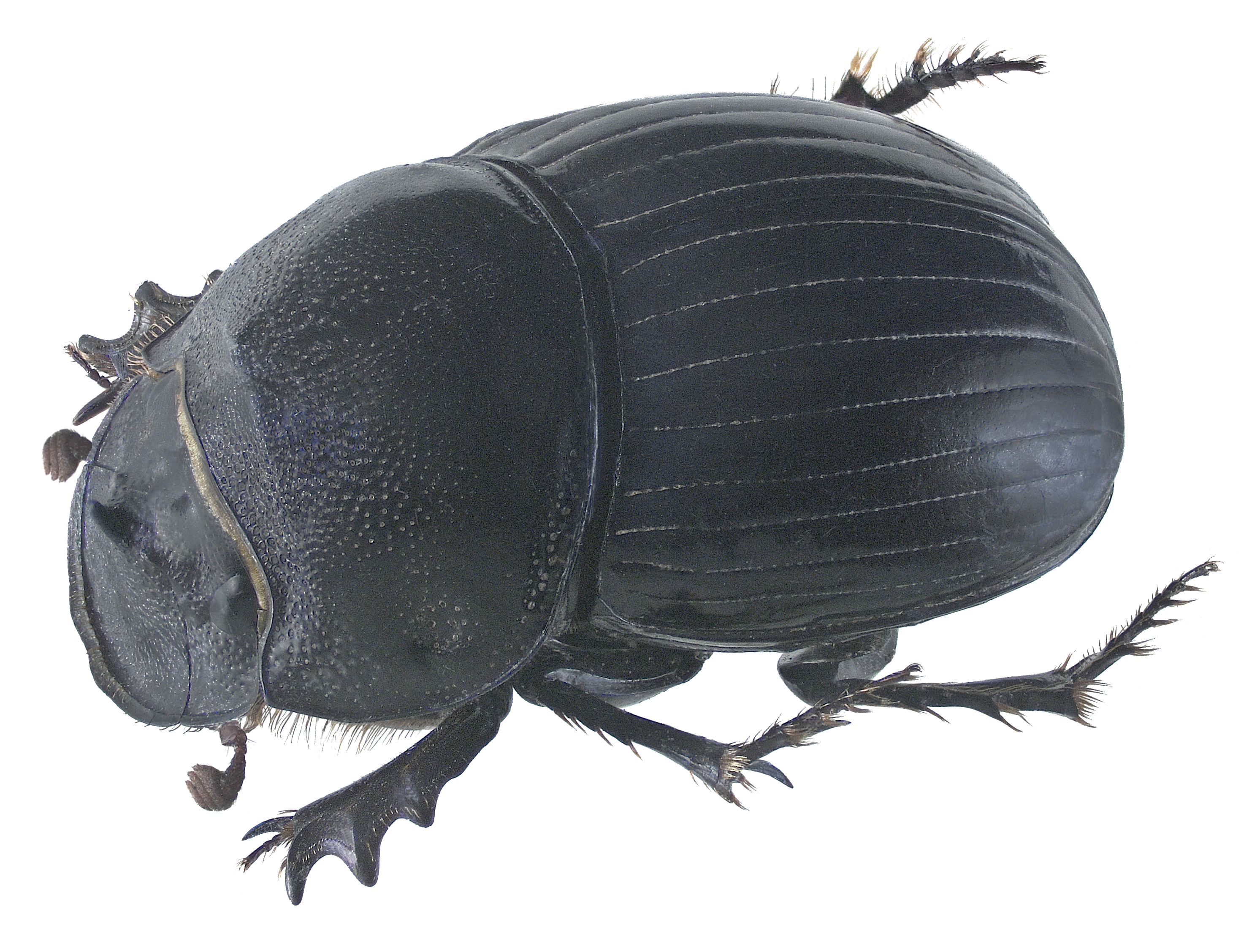

Copris iris är en skalbaggsart som beskrevs av Sharp 1875. Copris iris ingår i släktet Copris och familjen bladhorningar. Inga underarter finns listade i Catalogue of Life.